# Paul Cassirer
Paul Cassirer (21 de febrero de 1871, Görlitz – 7 de enero de 1926, Berlín) fue un marchante y editor alemán que tuvo un papel destacado en la promoción de la obra de artistas de la Secesión de Berlín y de los impresionistas y postimpresionistas franceses, en particular la de Vincent van Gogh y Paul Cézanne.

## Comienzos
Paul Cassirer comenzó como estudiante de historia del arte, y luego se convirtió en escritor en el Múnich de los años 1890, donde trabajó para un semanario llamado Simplicissimus y publicó dos novelas.
Cassirer se trasladó a Berlín, y junto a su primo Bruno, siendo ambos todavía venteañeros, abrieron su galería en la planta baja de la casa de Paul en la calle de categoría superior Viktoriastrasse. Los primos venían de una familia prominente, cuyos miembros incluían al neurólogo Richard Cassirer y el filósofo Ernst Cassirer. El padre de Paul, Louis, era ingeniero y hombre de negocios, y su empresa — Kabelwerke Dr. Cassirer & Co. — fabricaba cables telegráficos, y ulteriormente fue absorbida por Siemens.
En 1895 se casó con Lucie Oberwarth.
En 1901 Cassirer visitó la retrospectiva organizada por Julien Leclercq de la obra de Van Gogh, y más tarde ese año organizó la inclusión de cinco lienzos de Van Gogh en la exposición de mayo de la Secesión de Berlín.
El 21 de mayo de 1904, Cassirer y Lucie se divorciaron.

## Segundo matrimonio
En 1910 se casó con Ottilie Godefroy (18 de agosto de 1880, Viena – 21 de febrero de 1971, Berlín), la actriz muy conocida por el seudónimo de Tilla Durieux. Tilla había estado casada breve tiempo con el pintor Eugen Spiro seis años antes. Ella y Cassirer estuvieron casados durante dieciséis años, pero la unión acabó trágicamente.
En 1910 Cassirer también resucitó el periódico Pan.

## Muerte
El 7 de enero de 1926, Cassirer se encontró con su mujer en la oficina de un abogado para acabar con los procedimientos de divorcio. Él se disculpó un momento y se marchó a otra habitación, donde se pegó un tiro. Como el artista cuya obra ayudó a promocionar, Van Gogh, el suicidio no tuvo éxito de manera inmediata. Cassirer murió unas pocas horas después de la herida.